# Barrio de Nueva Segovia
Nueva Segovia, coloquialmente referida a veces como La Nueva, es un barrio situado al sureste de la ciudad española de Segovia, en Castilla y León. En 2021 contaba con una población algo inferior a los 6000 habitantes.
Se trata de uno de los barrios de más reciente construcción de la ciudad, lo que le convierte en uno de los recintos con la población más joven del municipio y la provincia.
En su término se encuentra el despoblado medieval de Gallococeado.

## Ubicación

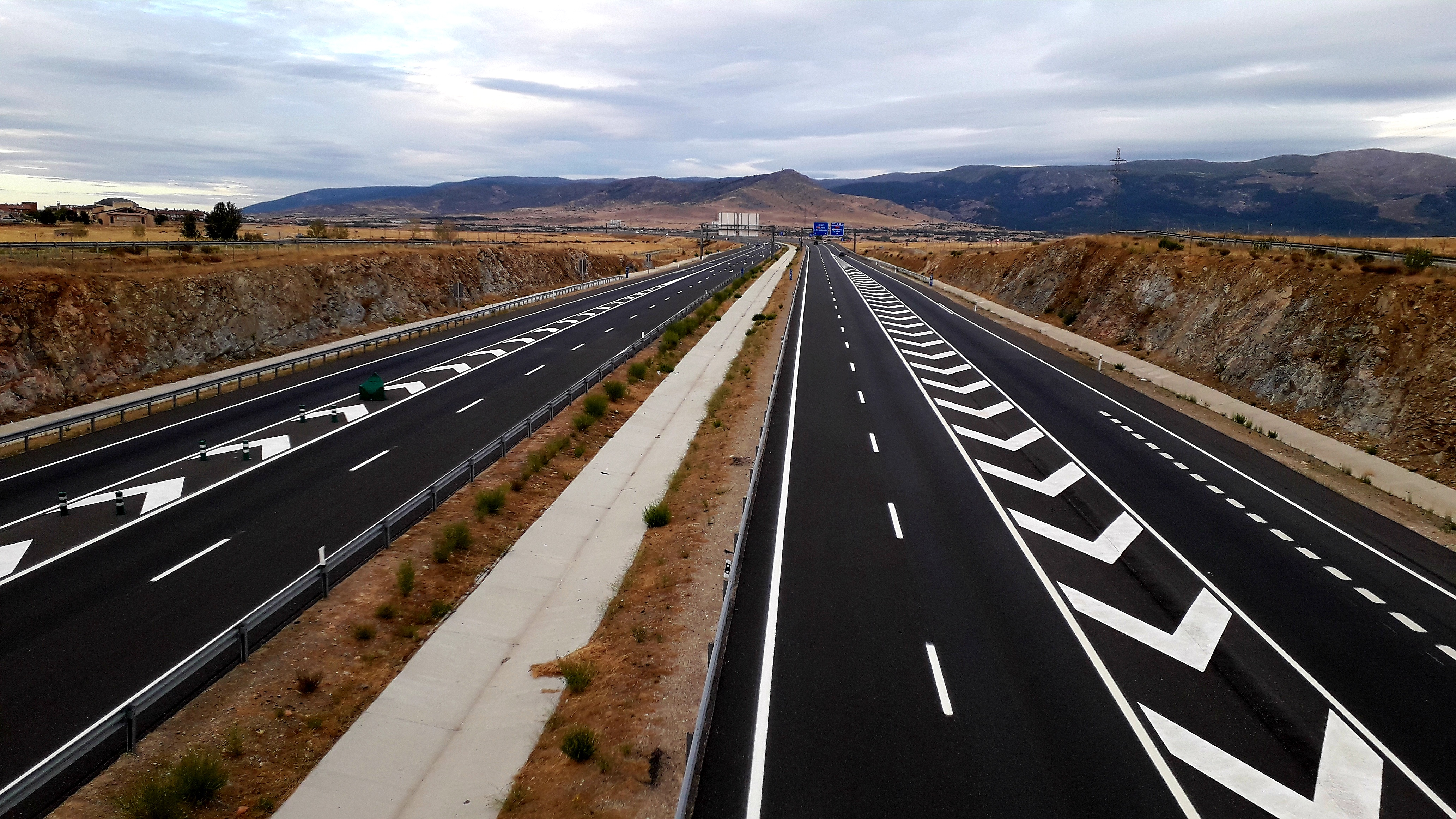
Autovía de circunvalación de Segovia SG-20, barrio de Nueva Segovia a la Izquierda

Está ubicado al sureste de la ciudad, entre la Avenida Gerardo Diego conectando con el barrio de la Comunidad de Ciudad y Tierra, la autovía de circunvalación SG-20 y los desarrollos urbanísticos previstos de Prado Bonal y Gallococeado. Está bordeada al oeste también por el Cordel de Santillana, la Cacera de Navalcaz y el Acuartelamiento de Baterías de la Academia de Artillería.

## Historia
Tiene su origen en los años 80, cuando las zonas urbanizadas ya existentes de Segovia estaban copadas y el ayuntamiento se vio obligado a ejecutar la creación de un nuevo barrio, que en sus inicios contó con muchas críticas al estar inicialmente aislado del centro de la ciudad. En el Plan General de Ordenación Urbana de 1984 ya aparece el entonces llamado Polígono Residencial de Nueva Segovia, con una de sus primeras calles, Dámaso Alonso, acabando la gran mayoría de sus vías públicas dedicadas a poetas y escritores.
En 1989, el entonces alcalde Juan Antonio Perteguer inauguraría el pabellón polideportivo Pedro Delgado, coloquialmente el Perico, en honor al ciclista segoviano, es actualmente el de mayores dimensiones de la ciudad y al que posteriormente se añadirían campos de fútbol adyacentes y un circuito de ciclismo.
Además de la edificación de dos colegios públicos, años después también se crearía un Centro Integrado de Formación Profesional, un Conservatorio de Música y está en construcción el Centro de Salud Segovia IV.

## Cultura

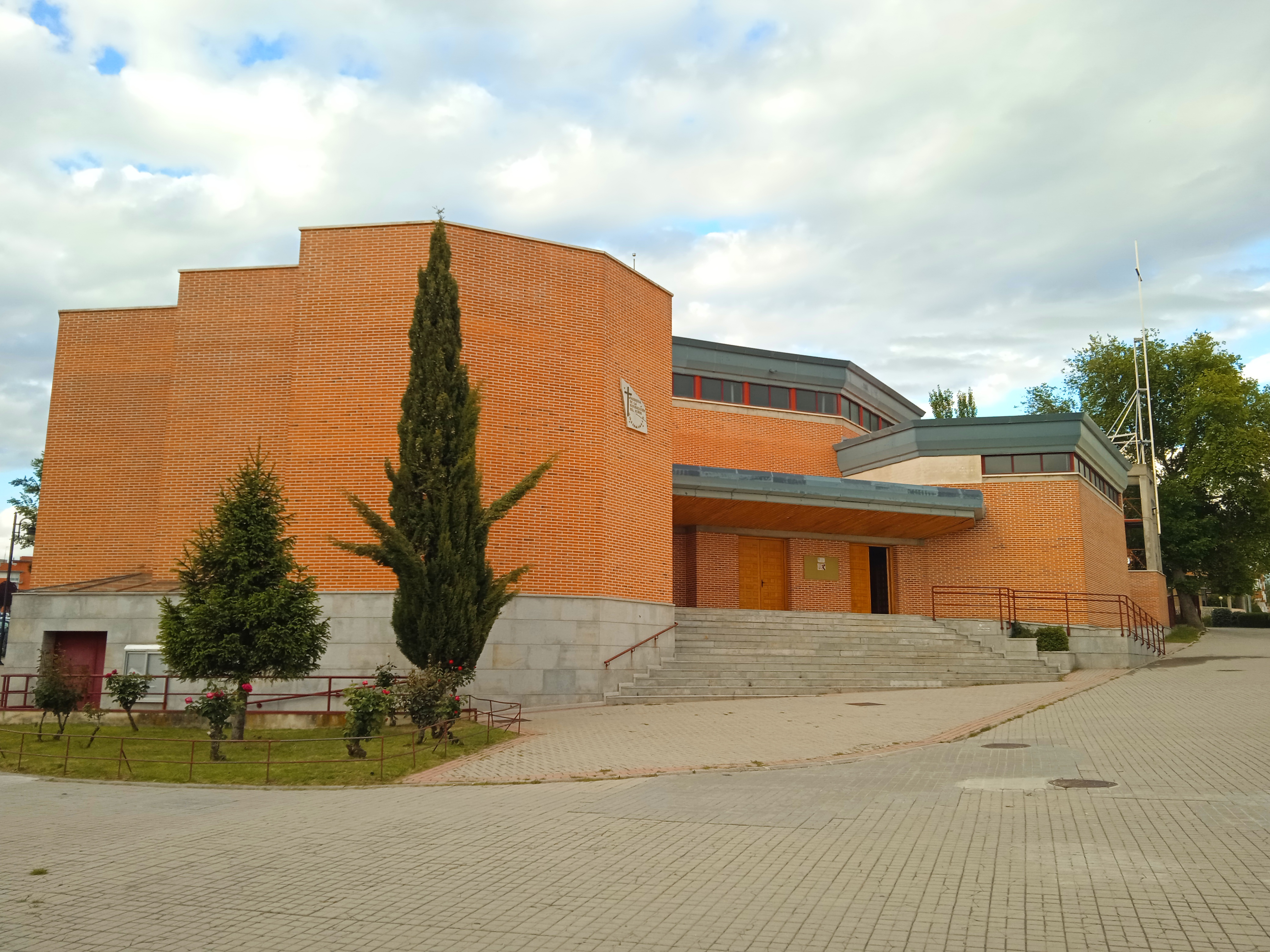
Parroquia de la Resurrección del Señor, sede del Grupo Scout La Ruta y de la Cofradía de la Flagelación del Señor

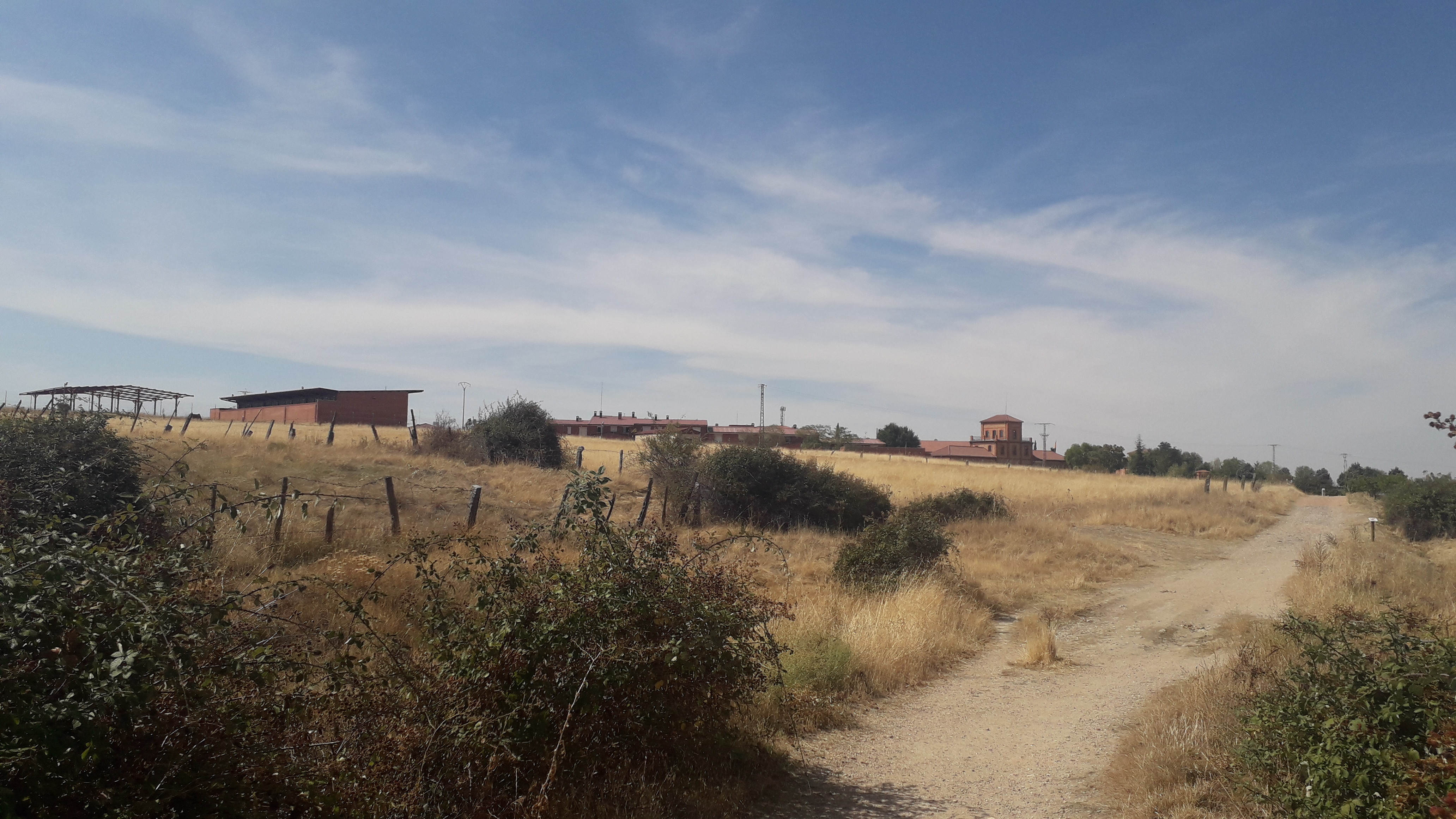
Acuartelamiento de Baterías de la Academia de Artillería

### Patrimonio
- Parroquia de la Resurrección del Señor, edificio moderno datado en 1997;
- Cacera de Navalcaz o también llamada aquí Acequia del Mercado. Se convertirá en el río Clamores tras su paso por el barrio;[7]
- Cordel de Santillana, antigua Calzada romana de la Fuenfría;
- Parque de la Dehesa, antiguo descansadero de ganado ovino trashumante, con un edificio antiguo llamado castillo.[8]
- Restos del despoblado medieval de Gallococeado;[2]
- Lago Alonso, con origen en una cantera, atestigua rocas con más 600 millones de años, las de mayor antigüedad de toda la ciudad;[9][10]
- Acuartelamiento de Baterías de la Academia de Artillería.

### Fiestas
- Día del Barrio, finales de agosto, conmemorando el aniversario de la creación de la primera asociación de vecinos;[11][12]